# Шкрібляки
Шкрібляки — гуцульська родина мистців-токарів і різьбарів на дереві 19-20 століть із села Яворова Косівського повіту.
Родоначальник — Юра Шкрібляк, його сини — Василь, Микола і Федір, — внуки (зокрема, Корпанюки) та правнуки створили, спираючись на давню гуцульську різьбу, школу рафінованого тонкого різьблення на дереві, здобленого інтарсією й інкрустацією.
Еволюцію шкрібляківської традиції впродовж століття ілюструє розвиток окремих орнаментальних мотивів на 275 творах родини, які експоновано 1970 в Музеї українського мистецтва у Львові.